# Ulleres de seguretat

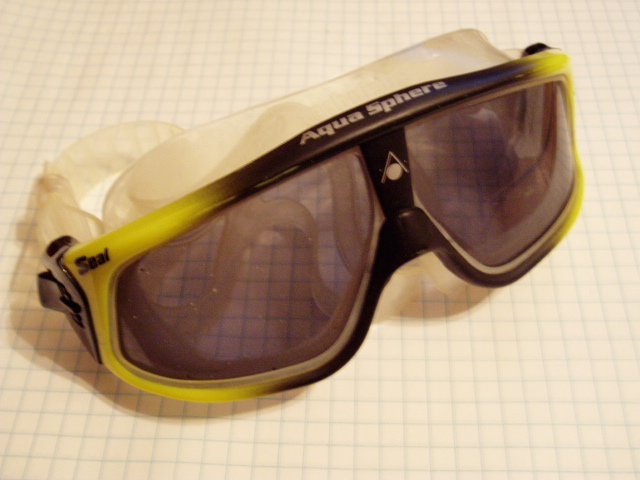
Ulleres de seguretat per a esports aqüàtics

Les ulleres de seguretat (en anglès: Goggles (no s'ha de confondre amb Google) o safety glasses) són formes de protecció dels ulls que normalment tanquen o protegeixen la zona que és al voltant de l'ull per tal de prevenir que hi xoquin partícules, aigua o productes químics. Es fan servir en molts àmbits, incloent-hi els laboratoris de química i el treball de la fusta. També es fan servir molt sovint en diversos esports incloent la natació. Els goggles sovint es porten quan es fan servir eines motoritzades com les perforadores o les serres mecàniques de cadena.

## Història

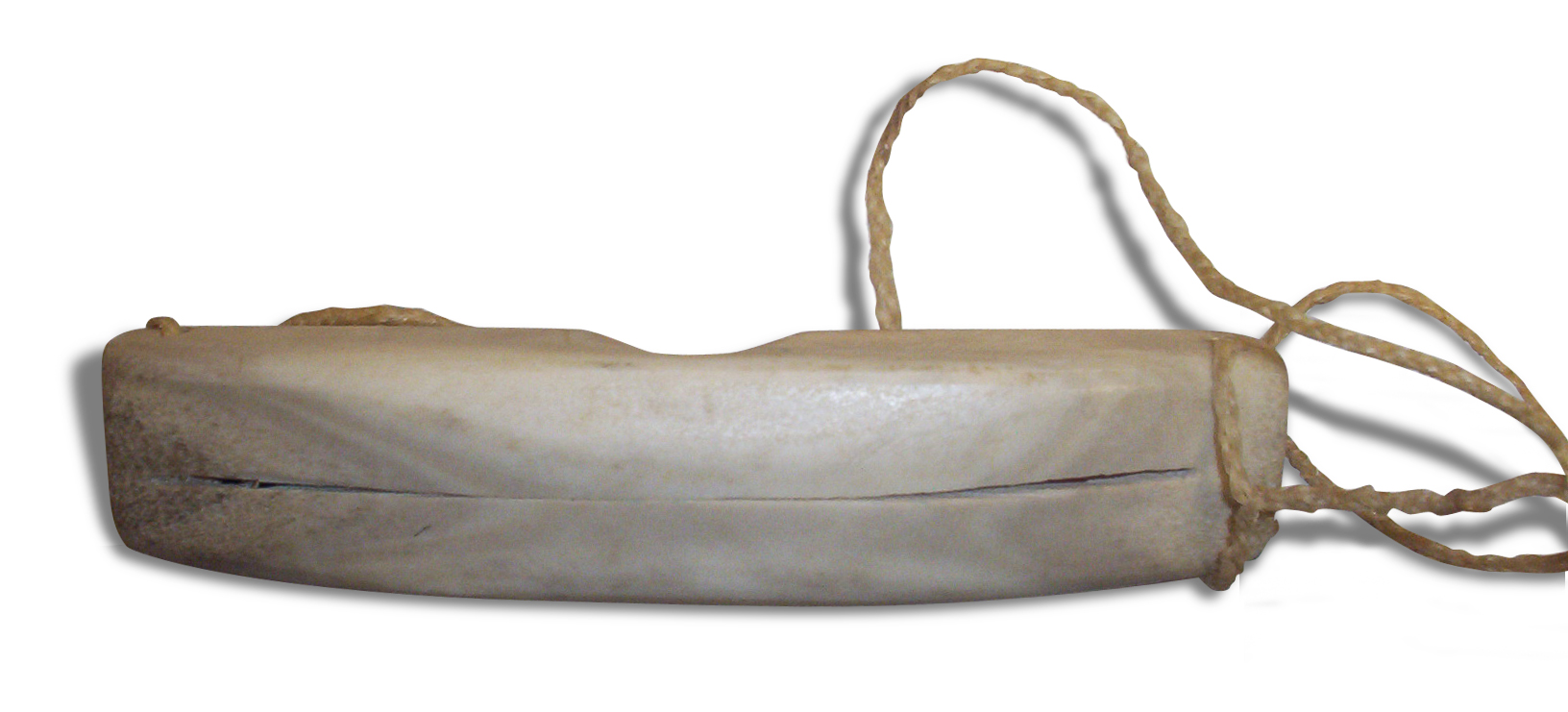
Ulleres esquimals tradicionals
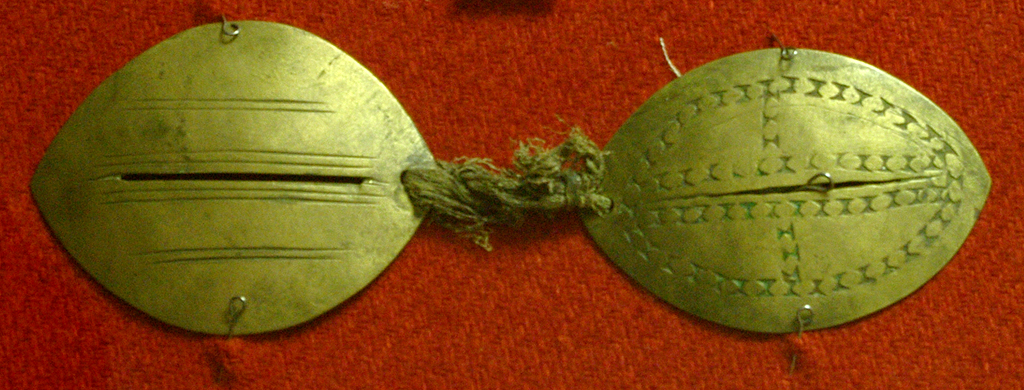
Ulleres de metall d l'ètnia nenets
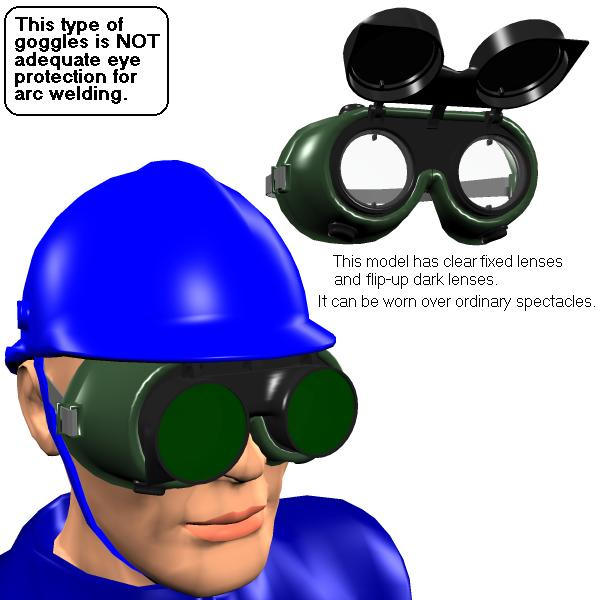
Ulleres de seguretat en el casc

Els requirements per les ulleres de seguretat varien segons l'ús. Per exemple les utilitzades modernament contra el fred acostumen a tenir dues capes de lents òptiques per evitar que l'interior quedi entelat. Les de natació poden estar ajustades per evitar que hi entri l'aigua clorada de la piscina o salada del mar i n'irriti els ulls. Les ulleres per usar eines motoritzades han d'estar fetes de material irrompible i normalment disposen d'algun tipus de ventilació per evitar que la suor enteli les ulleres. Les ulleres de laboratori combinen la resistència a l'impacte amb la resistència als productes químics.

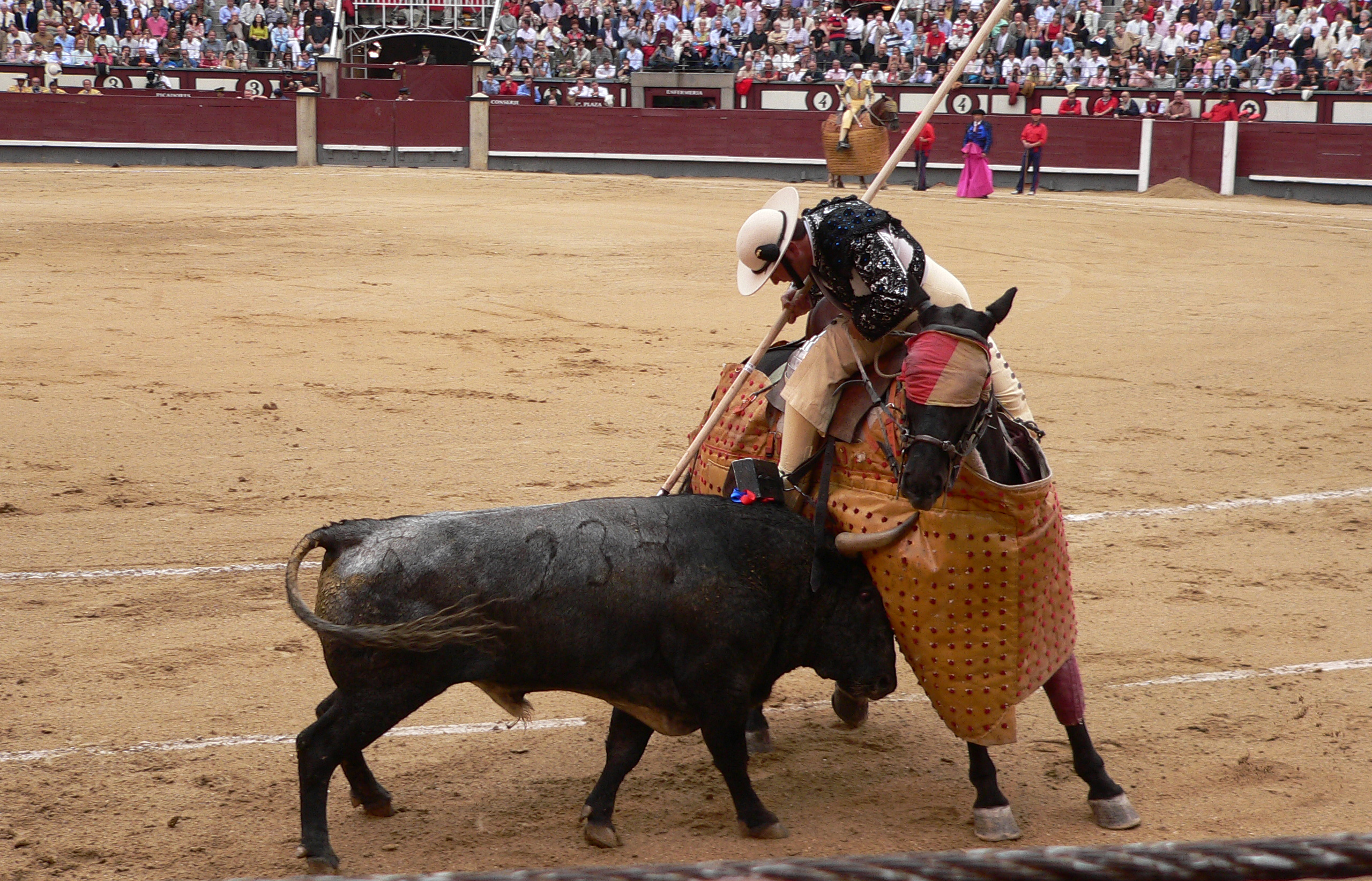
Cavall de la cursa de braus amb ulleres de protecció

En els cavalls de carreres i de les curses de braus també es fan servir unes ulleres que els dirigeixen i protegeixen